# Danh sách phim VTV phát sóng năm 2019
Đây là danh sách phim VTV phát sóng trong năm 2019.
←2018 - 2019 - 2020→

## Phim Tết Nguyên Đán
Những bộ phim này phát sóng 21:40 đến 22:30 từ mùng 1 đến mùng 4 Tết trên kênh VTV1.
| Thời gian     | Tên                    | Số tập | NSX | Đoàn làm phim | Bài hát chủ đề                       | Thể loại           | Ghi chú |
| ------------- | ---------------------- | ------ | --- | --- | ------------------------------------ | ------------------ | ------- |
| 5 - 8 tháng 2 | Xin chào, người lạ ơi! | 4      | VFC | Trịnh Lê Phong (đạo diễn); Nguyễn Mạnh Cường (biên kịch); Trọng Trinh, Hương Dung, Tiến Lộc, Phương Anh, Doãn Quốc Đam, Thanh Hương, Viết Thái... | Thương anh thì về Thể hiện: Hồng Phi | Lãng mạn, gia đình |         |

## VTV1 - Phim truyện giờ vàng
Khung phim truyện mới kể từ ngày 11 tháng 2 năm 2019 với thời lượng hạ từ 45 phút xuống 30 phút. Khung giờ được thử nghiệm với việc phát lại phim Lặng yên dưới vực sâu (điều chỉnh từ 32 tập ở bản gốc lên 40 tập ở bản phát lại) trước khi chính thức khởi động từ ngày 8 tháng 4 năm 2019 đến nay.
Những bộ phim này phát sóng từ 21:00 đến 21:30 các ngày từ thứ Hai đến thứ Sáu trên kênh VTV1.
| Thời gian                                                         | Tên                       | Số tập | NSX | Đoàn làm phim | Bài hát chủ đề                                                              | Thể loại            | Ghi chú |
| ----------------------------------------------------------------- | ------------------------- | ------ | --- | --- | --------------------------------------------------------------------------- | ------------------- | --- |
| 8 tháng 4 - 12 tháng 8 Ngoại truyện: 13–17 tháng 8 (VTV Giải Trí) | Về nhà đi con             | 85+5   | VFC | Nguyễn Danh Dũng (đạo diễn); Thu Thủy, Khánh Hà, Thủy Tiên, Thu Trang (biên kịch); Trung Anh, Thu Quỳnh, Bảo Thanh, Bảo Hân, Trọng Hùng, Quốc Trường, Hoàng Dũng, Ngân Quỳnh, Quang Anh, Tuấn Tú, Anh Vũ, Phùng Khánh Linh, Quỳnh Nga, Tiến Lộc, Kim Ngọc, Ngô Thủy Tiên, Hoàng Yến, Thúy Hà, Vương Anh... Cameo: Trọng Trinh (Ngoại truyện: Lê Na, Maya, Mạnh Quân)                                                          | Cảm ơn con nhé Sáng tác: Quốc An                                            | Gia đình, hôn nhân  | Dựa theo bộ phim Khi đàn ông góa vợ bật khóc (2013). Hoãn 6 tập vào các ngày 6 - 8 tháng 5, 10 tháng 5, 31 tháng 5 và 21 tháng 6 do sự kiện đặc biệt. Tên cũ: Nước mắt của gà trống. |
| 13 tháng 8 - 1 tháng 11                                           | Những nhân viên gương mẫu | 51     | VFC | Lê Mạnh, Vũ Trường Khoa (đạo diễn); Nguyễn Mạnh Cường (biên kịch); Lan Hương "Bông", Diễm Hương, Lương Thu Trang, Nguyễn Kim Oanh, Tiến Lộc, Mạnh Cường, Vân Dung, Minh Hằng, Ngô Thu Thuận, Đỗ Duy Nam, Tiến Minh, Hà Trung, Trần Trang, Tiến Ngọc, Tiến Đạt, Khuất Quỳnh Hoa, Mạnh Hưng, Nguyễn Ngọc Anh, Danh Tùng... | Những nhân viên gương mẫu Sáng tác: Trần Quang Huy Thể hiện: Đinh Mạnh Ninh | Văn phòng, hài kịch | Hoãn 4 tập vào các ngày 2 tháng 9 và 16 - 18 tháng 10 do sự kiện đặc biệt. |
| 4 tháng 11 năm 2019 - 9 tháng 3 năm 2020                          | Sinh tử                   | 80     | VFC | Nguyễn Khải Hưng, Nguyễn Mai Hiền (đạo diễn); Phạm Ngọc Tiến (biên kịch); Trọng Trinh, Hoàng Dũng, Việt Anh, Thúy Hà, Mạnh Trường, Chí Nhân, Doãn Quốc Đam, Bá Anh, Phan Thắng, Quỳnh Nga, Trọng Hùng, Thanh Hương, Đỗ Kỷ, Văn Hát, Bình Xuyên, Dương Đức Quang, Huyền Sâm, Vĩnh Xương, Danh Thái, Duy Hưng, Việt Thắng, Đặng Tất Bình, Đình Chiến, Minh Tiệp, Ngọc Trung, Phú Kiên, Tuấn Cường, Tạ Minh Thảo, Lương Thanh... |                                                                             | Chính luận, hình sự | Hoãn 6 tập vào ngày 18 tháng 11, 20 tháng 12, 30 tháng 12 năm 2019 và 1 tháng 1, 15 tháng 1, 3 tháng 2 năm 2020 do sự kiện đặc biệt. Hoãn 5 tập vào các ngày 23 - 24 tháng 1 và 27 - 29 tháng 1 năm 2020 để phát sóng các chương trình dịp Tết Nguyên Đán Canh Tý 2020. Tập 39 phát sóng 20:30 - 21:00, ngày 31 tháng 12 năm 2019. Tên cũ: Cơn mưa đầu mùa. |

## VTV3 - Phim truyện giờ vàng

### Line-up 1
Những bộ phim này phát sóng từ 20:00 đến 20:30 các ngày từ thứ Hai đến thứ Năm trên kênh VTV3.
| Thời gian                                | Tên                        | Số tập          | NSX                 | Đoàn làm phim | Bài hát chủ đề                                                                                        | Thể loại | Ghi chú |
| ---------------------------------------- | -------------------------- | --------------- | ------------------- | --- | --- | -------- | --- |
| 16 tháng 1 - 7 tháng 5                   | Mối tình đầu của tôi       | 60              | TVHub               | Nam Cito, Bảo Nhân (đạo diễn & biên kịch); Ninh Dương Lan Ngọc, Bình An, Chi Pu, B Trần, Xuân Lan, Diễm Châu, Hứa Minh Đạt, Phương Bella, Mạnh Lân, Thạch Thu Huyền, Thùy Dung, Hồng Ngọc, Thái Quốc, Vân Anh, Tùng Yuki, Hạnh Thúy, Khải Hoàn, Trọng Khang... | Chờ ngày anh nhận ra em Sáng tác: Mian Huỳnh Thể hiện: Thùy Chi Chẳng để em xa anh Thể hiện: Đức Phúc | Lãng mạn | Dựa theo phim truyền hình Hàn Quốc Cô nàng xinh đẹp. Hoãn 4 tập vào các ngày 4 - 7 tháng 2 để phát sóng các chương trình dịp Tết Nguyên Đán Kỷ Hợi 2019. Sản xuất năm 2017. |
| 8 tháng 5 năm 2019 - 15 tháng 6 năm 2020 | Xin chào hạnh phúc - Mùa 3 | Tập 272 đến 514 | VTV và VietCom Film | Nguyễn Bảo Trâm (điều hành sản xuất); nhiều nghệ sĩ | |          | Một series gồm nhiều series ngắn. Phát sóng từ thứ Hai đến thứ Sáu kể từ tập 427.                                                                                           |

### Line-up 2

#### Phim thứ Hai - thứ Ba
Những bộ phim này phát sóng từ 21:30 đến 22:20 thứ Hai và thứ Ba trên kênh VTV3.
| Thời gian                                  | Tên            | Số tập | NSX | Đoàn làm phim | Bài hát chủ đề | Thể loại           | Ghi chú                                                                                                 |
| ------------------------------------------ | -------------- | ------ | --- | --- | --- | ------------------ | --- |
| 8 tháng 4 - 16 tháng 7                     | Nàng dâu order | 30     | VFC | Bùi Quốc Việt (đạo diễn); Thủy Đinh, Thu Hà (ý tưởng); Lê Huyền (biên kịch); Lan Phương, Thanh Sơn, Minh Vượng, Trọng Trinh, Thanh Hương, Khuất Quỳnh Hoa, Phú Đôn, Thanh Quý, Đình Tú, Phương Oanh, Quỳnh Kool, Hồng Hạnh, Quang Minh, Đức Khuê, Bá Anh, Huyền Sâm, Bích Điệp, Hồng Vương, Tú Oanh... | Hạnh phúc trong em Thể hiện: Minh Ngọc                                                                            | Gia đình, lãng mạn | |
| 22 tháng 7 - 12 tháng 11                   | Bán chồng      | 34     | VFC | Lê Hùng Phương (dạo diễn); Hạnh Ngộ, Kim Oanh (biên kịch); Oanh Kiều, Nguyễn Anh Tú, Ngọc Lan, Cao Thái Hà, Trần Nguyên Cát Vũ (Tim), Khổng Tú Quỳnh, Hạnh Thúy, Linh Trung, Bích Hằng, Đinh Hữu Tài, Xuân Hiệp, Lê Trang, Nghinh Lộc, Thúy Vy...                                                      | Đằng sau lời tình vội Sáng tác: Việt Anh Thể hiện: Đồng Lan Chạm khẽ giấc mơ Sáng tác: Việt Anh Thể hiện: Lân Nhã | Gia đình           | Dựa theo tiểu thuyết cùng tên của tác giả Lê Nguyệt.                                                    |
| 18 tháng 11 năm 2019 - 17 tháng 3 năm 2020 | Tiệm ăn dì ghẻ | 34     | VFC | Nguyễn Đức Hiếu, Nguyễn Thu (đạo diễn); Nhiên Phượng, Phi Yến, Thúc An (biên kịch); Dương Cẩm Lynh, Quang Tuấn, Huỳnh Anh, Hồng Kim Hạnh, Kiều Khanh, Anh Tài, Bình An, Huỳnh Hồng Loan, Mỹ Uyên, Cát Vi, Khôi Trần, Tống Yến Nhi, Quốc Tân, Đào Vân Anh, Mỹ Dung, Lâm Vissay, Mã Trung, Bảo Cường...  | Mình yêu nhau, yêu nhau bình yên thôi Sáng tác: Đinh Hương Thể hiện: Hà Anh Tuấn & Đinh Hương                     | Lãng mạn           | Hoãn 2 tập ngày 27 - 28 tháng 1 năm 2020 để phát sóng các chương trình dịp Tết Nguyên Đán Canh Tý 2020. |

#### Phim thứ Tư - thứ Năm
Những bộ phim này phát sóng từ 21:30 đến 22:20 thứ Tư và thứ Năm trên kênh VTV3.
| Thời gian                               | Tên                       | Số tập | NSX | Đoàn làm phim | Bài hát chủ đề                                                      | Thể loại           | Ghi chú                   |
| --------------------------------------- | ------------------------- | ------ | --- | --- | ------------------------------------------------------------------- | ------------------ | ------------------------- |
| 24 tháng 4 - 1 tháng 8                  | Cảnh sát hình sự: Mê cung | 30     | VFC | Nguyễn Khải Anh, Trần Trọng Khôi (đạo diễn); Nguyễn Trung Dũng (biên kịch); Hồng Đăng, Việt Anh, Hoàng Thùy Linh, Doãn Quốc Đam, Bảo Anh, Anh Đức, Phan Thắng, Lê Huyền Trang, Nguyễn Minh Trang, Công Lý, Hoàng Hải, Xuân Trường, Hương Dung, Nguyễn Kim Oanh, Đỗ Duy Nam, Thạch Thu Huyền, Thùy Dương, Huyền Trang "Mù tạt", Ngọc Thoa, Bích Thủy, Trần Nhượng, Vũ Thu Hoài... | Mê cung Sáng tác: Kai Đinh - Đoàn Minh Vũ Thể hiện: Hoàng Thùy Linh | Hình sự, kinh dị   |                           |
| 7 tháng 8 năm 2019 - 9 tháng 1 năm 2020 | Hoa hồng trên ngực trái   | 46     | VFC | Vũ Trường Khoa (đạo diễn); Hân Như, Diệu Thúy, Thu Thủy (biên kịch); Hồng Diễm, Ngọc Quỳnh, Hồng Đăng, Diệu Hương, Lương Thanh, Hoàng Cúc, Thanh Quý, Kiều Thanh, Hồng Quang, Trọng Nhân, Phú Đôn, Công Lý, Bích Thủy, Trọng Lân, Trần Tài, Mạnh Hưng, Hồng Nhung, Phụng Nghi, Trí Đức, Lương Giang, Phương Hạnh...                                                              | Vệt nắng nhạt nhòa Sáng tác: Lê Anh Dũng Thể hiện: Thùy Chi         | Gia đình, hôn nhân | Tên cũ: Em đồng ý ly hôn. |

## VTV3 - Phim truyện chiều cuối tuần
Những bộ phim này phát sóng từ 14:00 đến 14:45 thứ Bảy và Chủ Nhật trên kênh VTV3.
| Thời gian                                 | Tên                    | Số tập | NSX                             | Đoàn làm phim | Bài hát chủ đề                                                   | Thể loại | Ghi chú |
| ----------------------------------------- | ---------------------- | ------ | ------------------------------- | --- | ---------------------------------------------------------------- | -------- | --- |
| 5 tháng 1 - 1 tháng 6                     | Hoa cúc vàng trong bão | 38     | VTV và Mega GS                  | Nhâm Minh Hiền (đạo diễn); Tường Loan (biên kịch); Hồ Bích Trâm, Hà Trí Quang, Khánh Hiền, Bạch Công Khanh, Công Ninh, Hoài An, Thịnh Vinh, Thủy Phạm, Công Danh, Thu Thủy, Lucy Như Thảo, Xuân Mai, Nguyễn Quỳnh, Phương Dung, Bảo Trí, Huy Cường, Huỳnh Trang Nhi, Lê Văn Dũng, Lợi Trần, Đoàn Hinh Hùng, Xuân Mai, Nguyễn Khắc Sỹ, Lâm Minh Cường, Vũ Nhật Minh... | Hoa cúc vàng trong bão Thể hiện: Bạch Công Khanh                 | Lãng mạn | Hoãn 4 tập vào các ngày 2 - 3 và 9 - 10 tháng 2 để phát sóng các chương trình dịp Tết Nguyên Đán Kỷ Hợi 2019. Hoãn 1 tập ngày 4 tháng 5 do sự kiện đặc biệt. |
| 2 tháng 6 - 10 tháng 11                   | Đánh cắp giấc mơ       | 47     | VTV, Mega GS và Phúc Hưng Media | Nguyễn Phương Điền (đạo diễn); Mỹ Hà (biên kịch); Lê Hạ Anh, Quốc Huy, Bạch Công Khanh, Quốc Trường, Lê Thiện, Khánh Huyền, Quỳnh Hương, Phan Hoàng Kim, Quách Ngọc Tuyên, Huỳnh Trang Nhi, Duy Anh, Lam Tuyền, Hồng Trang, Thục Uyên, Công Danh, Cát Vi, Hồng Lam, Hữu Khang, Khánh Như, Huy Khang, Ngọc Lý, Mỹ Hạnh, Dương Văn Minh...                              | Kẻ cắp giấc mơ Sáng tác: Nguyễn Văn Chung Thể hiện: Phương Thanh | Lãng mạn | |
| 16 tháng 11 năm 2019 - 5 tháng 4 năm 2020 | Nước mắt loài cỏ dại   | 40     | VTV và Mega GS                  | Hoàng Tuấn Cường (đạo diễn); Nguyễn Thị Mộng Thu (biên kịch); Minh Đức, Hạnh Thúy, Đình Hiếu, Bella Mai, Khương Thịnh, Xuân Phúc, Huyền Thạch, Mỹ Uyên, Lê Tam Triều Dâng, Võ Đăng Khoa, Hoàng Nguyên, Lê Vinh, Yến Nhi, Ngọc Lan, Trì Thủ Tín, Hồng Vân, Bé Duy Anh, Bé Phương Nghi, Bích Hồng, Mỹ Xuyên, Ngọc Phương, Phạm Thiết Mẫn...                             | Nước mắt loài cỏ dại Sáng tác: Lex Vũ Thể hiện: Vinh Quang       | Gia đình | Hoãn 2 tập ngày 25 - 26 tháng 1 năm 2020 để phát sóng các chương trình dịp Tết Nguyên Đán Canh Tý 2020.                                                      |

## VTV3 - Phim ngắn cuối tuần
Những bộ phim này phát sóng từ 21:00 đến 21:15 thứ Bảy và Chủ Nhật trên kênh VTV3.
| Thời gian                                 | Tên                     | Số tập | NSX | Đoàn làm phim | Bài hát chủ đề                                        | Thể loại           | Ghi chú                                          |
| ----------------------------------------- | ----------------------- | ------ | --- | --- | ----------------------------------------------------- | ------------------ | ------------------------------------------------ |
| 9 tháng 3 - 22 tháng 6                    | Thả thính là dính       | 30     | VFC | Diệp Tiên, Đinh Mạnh Phúc (đạo diễn); Đinh Mạnh Phúc, Di Dương (biên kịch); NSND Hồng Vân, Thúy Nga, Minh Dự, Minh Dũng, Lâm Mỹ Vân, ...                                      |                                                       | Hài hước           |                                                  |
| 25 tháng 8 năm 2019 - 11 tháng 1 năm 2020 | Những thiên thần nhà S6 | 40     | VFC | Trịnh Lê Phong (đạo diễn); Trần Diệu Linh (biên kịch); Phạm Anh Tuấn, Anh Thơ, Viết Thái, Hằng Nga, Hương Giang, Quốc Quân, Hà Trung "Ruồi", Việt Hoa, Nguyễn Tú, Tuấn Anh... | Bài ca S6 Sáng tác: Đặng Duy Chiến Thể hiện: Hồng Phi | Hài hước, gia đình | Bộ phim phát sóng cuối cùng trong khung giờ này. |

## Phim không định kỳ
Những bộ phim lưu kho này được lên sóng trên các kênh của VTV trong các khung giờ thông thường dành cho chương trình khác hoặc phim truyện phát lại.
| Thời gian                                                                                           | Tên                | Số tập           | NSX                 | Đoàn làm phim | Bài hát chủ đề                                                  | Thể loại             | Ghi chú |
| --------------------------------------------------------------------------------------------------- | ------------------ | ---------------- | ------------------- | --- | --------------------------------------------------------------- | -------------------- | --- |
| 1 - 31 tháng 8                                                                                      | Người giữ lửa      | 31               | Interbrand Việt Nam | Bùi Huy Thuần (đạo diễn); Nguyễn Long Khánh (biên kịch); Phạm Cường, Trần Nhượng, Trần Đức, Thế Bình, Tiến Mộc, Tùng Dương, Linh Huệ, Phú Thăng, Vũ Hải, Duy Thanh, Bắc Việt, Diệu Thuần, Khôi Nguyên, Lý Thanh Kha, Tạ Am, Quang Lâm, Phí Thùy Linh, Văn Huy, Bình Xuyên, Xuân Hậu, Đình Chiến, Thu Hà, Thiên Kiều, Ngọc Dương, Xuân Phúc, Cao Huyền, Vân Anh, Hồng Chương, Ngọc Tản... | Lạc nhịp Sáng tác: Tiến Minh Thể hiện: Tiến Minh & Bùi Anh Tuấn | Pháp luật, chính trị | Phát sóng 07:25-08:10 hằng ngày trên kênh VTV8. Sản xuất năm 2014. Trước và nối tiếp là phim nước ngoài.                                        |
| 23 tháng 8 - 26 tháng 9                                                                             | Ánh sáng trước mặt | 35               | VTV và DaiViet Film | Trần Hoài Sơn, Nguyễn Danh Dũng (đạo diễn); Nguyễn Hữu Nhàn, Nguyễn Tham Thiện Kế (biên kịch); Anh Tú, Xuân Trường, Minh Hằng, An Chinh, Xuân Tùng, Lâm Tùng, Việt Bắc, Bảo Thanh, Hữu Mười, Thanh Quý, Hoàng Lan, Anh Thư, Hoàng Yến, Phan Minh Huyền, Đỗ Duy Nam, Trọng Hùng, Trần Nghĩa...                                                                                            | Hà Nội của tôi Thể hiện: Hoàng Thu Trang                        | Lịch sử              | Phát sóng 12:00-12:50 hằng ngày trên kênh VTV8. Sản xuất năm 2014. Trước đó là phim nước ngoài. Sau đó là phát lại phim Chiều ngang qua phố cũ. |
| 3 tháng 12 năm 2019 - 13 tháng 1 năm 2020 Lần đầu: 26 - 30 tháng 11 năm 2018 (VTV1, dừng phát sóng) | Kẻ ngược dòng      | 30 Lần đầu: 4/30 | VFC                 | Nguyễn Duy Võ Ngọc (đạo diễn); Nguyễn Quý Dũng (biên kịch); Hà Việt Dũng, Mai Sơn, Dương Hoàng Anh, Dương Cẩm Lynh, Mai Thanh Hà, Lâm Minh Thắng, Lê Bình, Công Hậu, Phương Băng, Quốc Hùng, Ngân Quỳnh, Lê Nam, Tùng Haru, Hải Hùng, Ngô Thành Tá, Lê Bửu Đa, Quang Hòa, Vĩnh San... | Kẻ ngược dòng Thể hiện: Nguyễn Anh                              | Hình sự, kinh dị     | |